# Jowon-dong, Seoul
Jowon-dong (koreanska: 조원동) är en stadsdel i Sydkoreas huvudstad Seoul. Den ligger i stadsdistriktet Gwanak-gu i den sydvästra delen av staden.